# Pferdefutter

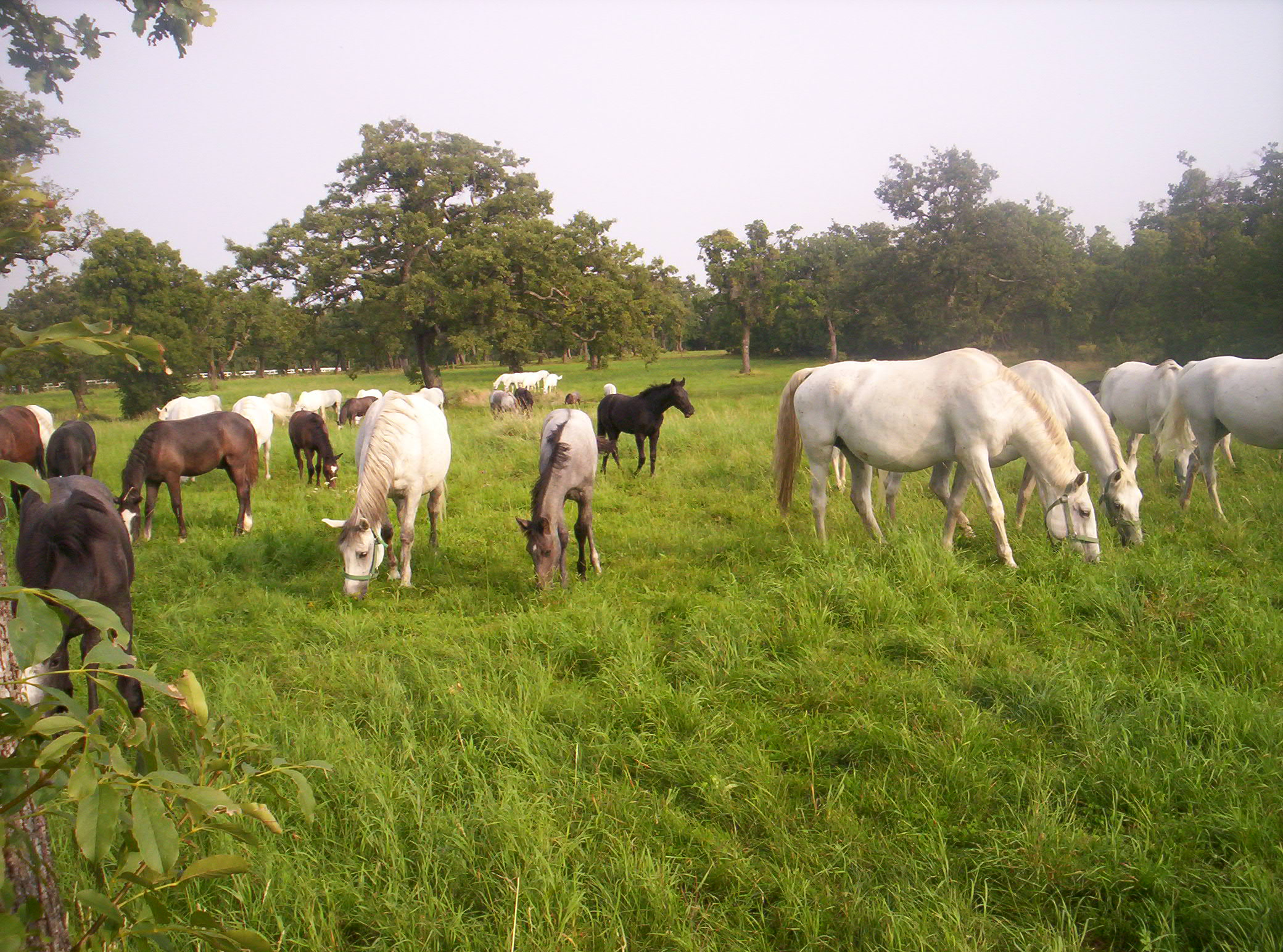
Gras fressende Pferdeherde

Pferdefutter sind Futtermittel, die speziell für Pferde entwickelt und produziert werden, an Pferde und Ponys gefüttert werden und an die Bedarfe der modernen Pferdehaltung angepasst sind.

## Allgemeines
Pferde bewegen sich in der Natur ca. 16 Stunden fressend vorwärts. In den meisten Haltungsformen, die heute anzutreffen sind, ist dieses natürliche Verhalten nicht mehr möglich. Entsprechend der modernen Pferdehaltung muss die Ernährung der Pferde den heutigen Gegebenheiten angepasst werden. Pferdefutter unterscheidet man in Raufutter, Kraftfutter und Saftfutter. Die Unterschiede sind vor allem im Nahrungswert einzelner Futtergruppen, aber auch in der Art des Futters zu finden. Wie viel und was für ein Futter ein Pferd benötigt ist abhängig von der Rasse und von den Einsatzbereichen. Es gibt zwei Futtergruppen, Erhaltungs- und Leistungsfutter. Erhaltungsfutter benötigen vor allem Pferde die arbeitsmäßig nicht hoch beansprucht sind, wie Freizeitpferde, junge und alte Pferde. Pferde die zu dieser Futtergruppe gehören bekommen hauptsächlich Raufutter, wie Heu, Stroh, Gras, Grassilage und Maissilage gefüttert. In manchen Fällen wird auch noch Saftfutter, wie Möhren und Rüben, dazu gefüttert. Leistungsfutter brauchen Pferde, die einen höheren Energieverbrauch haben, wie Sport- und Zuchtpferde. Zum Leistungsfutter gehört neben Rau- und Saftfutter noch Kraftfutter. Kraftfutter hat einen höheren Energiewert als Rau- und Saftfutter. Es gibt eine große Auswahl an verschiedenen Mischungen für verschiedene Einsatzbereiche.

## Raufutter

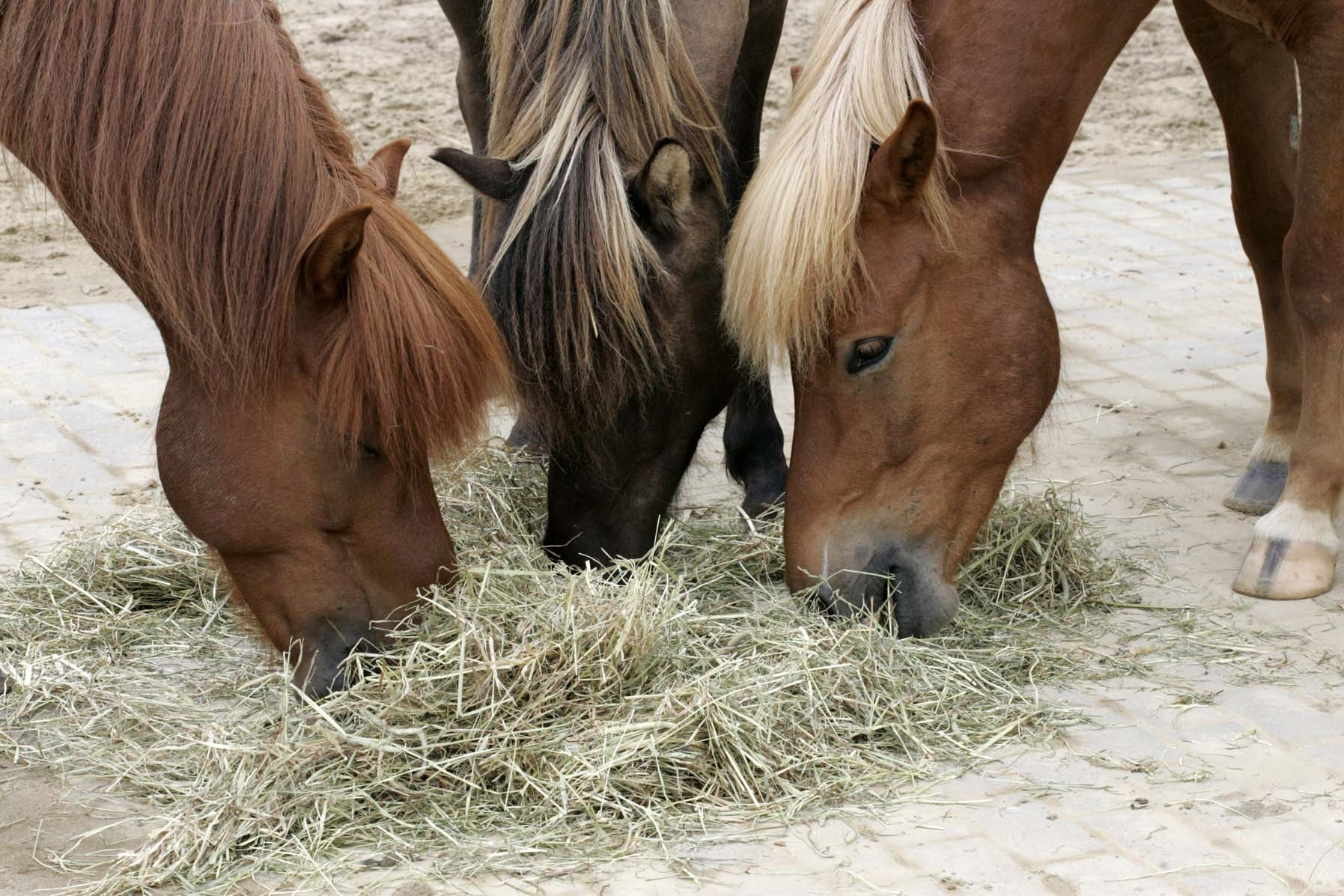
Heu fressende Pferdeherde

Zu Raufutter gehören Heu und Stroh, Gras, Grassilage, Maissilage und andere Ganzpflanzenprodukte mit hohem Strukturgehalt. Raufutter ist der Grundsatz einer gesunden Ernährung für jedes Pferd. Heu und Stroh werden in der Sommerzeit auf den Wiesen produziert und enthalten Wiesen-, Klee-, Luzernepflanzen und idealerweise Kräuter, die durch entsprechende Aussaat eingebracht und durch entsprechende Trocknung konserviert werden. Beim Produzieren von Heu und Stroh muss man vor allem auf das Pressen aufpassen, denn wenn das Heu zu sehr zusammen gepresst ist enthält es viel Staub und ist dadurch qualitativ schlechter. Bei der Getreideernte fällt Stroh als Nebenprodukt an und wird als solches für Fütterung oder Einstreu verwendet. Nach dem Pressen ist es sehr wichtig, dass das Heu oder Stroh erst nach 6 bis 8 Wochen Lagerzeit verfüttert werden. Diese Lagerzeit ist wichtig, denn es entwickeln sich bei frisch gepresstem Heu und Stroh Bakterien, die in den 8 Wochen Lagerzeit absterben. Gras ist für das Pferd ein natürliches Nahrungsmittel und wird auf der Wiese oder Weide von dem Pferd gefressen. Hauptsächlich findet das Grasen im Sommer statt, wenn die Pferde auf der Weide sind und das Gras von bester Qualität ist. Diese Fütterungsart wird vor allem für junge und alte Pferde verwendet. Grassilage oder Maissilage wird oft gegen Heu ausgewechselt, weil sie einen höheren Nährwert haben als Heu. Der Nährstoffverlust wird durch den Silage-Prozess verringert. Silage ist leicht verderblich und darf nicht allzu lange gelagert werden. Außerdem muss man vor dem Füttern immer die Qualität der Silage überprüfen. Dabei kontrolliert man den Geruch und die Farbe. Veränderungen wie Schimmelbildung, verdunkelte Stellen und deutlich saurer Geruch deuten auf verfaulte Silage hin. Verfaulte Silage kann bei einem Pferd zu Gesundheitsproblemen führen, wie Koliken, Verstopfung, Hufrehe oder Durchfall. Die Maissilage wird ähnlich wie Grassilage wegen des günstigen Energiegehaltes verwendet. Der Nachteil von Maissilage ist aber, dass sie einen geringen Mineralstoff- und Vitamingehalt hat. Maissilage wird meist an Reitpferde mit einem niedrigen Eiweißbedarf, Zuchtstuten, Fohlen und heranwachsende Pferde gefüttert.

## Saftfutter
Saftfutter besteht hauptsächlich aus Knollen, Wurzeln und anderen Teilen von Pflanzen, die einen Trockensubstanzgehalt von weniger als 55 % haben. Typisch für Wurzel- und Knollenfrüchte ist ihr hoher Wasser- und Zuckergehalt, weswegen sie für die Pferde sehr schmackhaft sind. Wegen des hohen Wassergehalts sind Knollen und Wurzeln jedoch leicht verderblich. Deswegen werden an Pferde vor allem die gehaltreichen Futterrüben und rote Möhren gefüttert.

## Kraftfutter

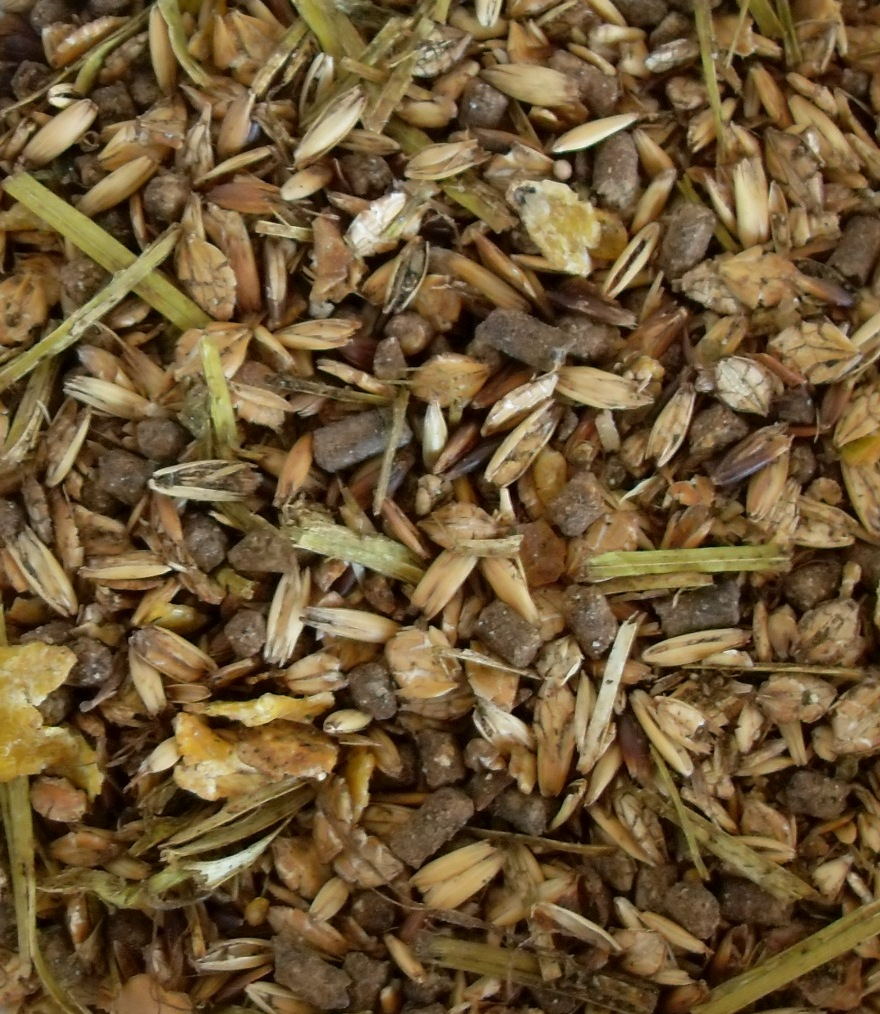
Energiereiches Pferdemüsli für Rennpferde

Kraftfutter sind Futtermittel die nach Bedarf Pferden zugefüttert werden. Es gibt eine sehr große Auswahl an Kraftfuttersorten mit verschiedenen Eigenschaften, für verschiedene Einsatzbereiche. Kraftfutter teilt sich auf Einzelfutter und Mischfutter. Einzelfutter sind Futtermittel, die nur aus einem Naturprodukt bestehen, wie Hafer, Mais oder Gerste. Mischfutter hingegen sind meist Müslis oder andere Mischungen verschiedener Produkte. Welches Kraftfutter am besten zu verwenden ist hängt davon ab, in welchem Bereich das Pferd eingesetzt wird. Es gibt Kraftfutter, das einen sehr hohen Energiewert hat und das sich deshalb am besten für Pferde mit einem hohen Energieverbrauch eignet, wie z. B. für Sportpferde oder Zuchtstuten. Kraftfutter gibt es aber auch als reines Zusatzfutter, mit niedrigem Energiewert, dafür aber einem hohen Nährwert, welches sich deshalb am besten für Fohlen oder heranwachsende Pferde eignet. Es gibt viele Unternehmen, die Kraftfutter für Pferde produzieren. Das Futter ist von Pferd zu Pferd unterschiedlich zu dosieren. Die Unterschiede bestehen vor allem in der Struktur der Mischungen und der Verdaubarkeit der Bestandteile. Besser für Pferde eignen sich die Produkte, die von einem Unternehmen stammen, das sich nur auf das Pferdefutter spezialisiert hat.

### Nahrungsergänzungsmittel und Futterzusätze

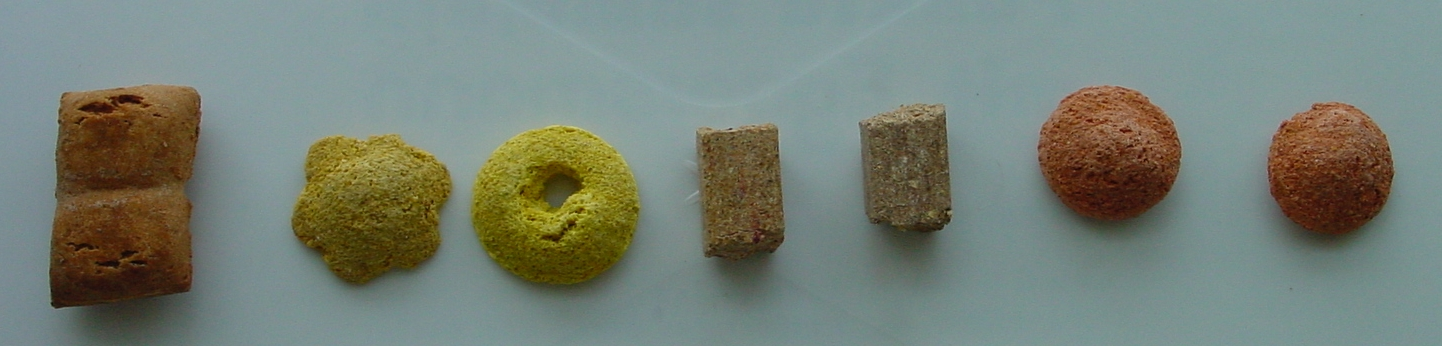
Verschiedene Formen von Pferdezusatzfutter

Zum Kraftfutter zählt man auch verschiedene Ergänzungen, wie Öle oder andere Flüssigkeiten. Nahrungsergänzungsmittel bestehen hauptsächlich aus Konzentraten verschiedener Nährstoffe, Vitamine und Mineralstoffe und werden als solche dem normalen Kraftfutter zugefüttert. Ergänzungen werden meist bei gesundheitlichen Problemen des Pferdes verwendet, wie allergischen Reaktionen, Kolik, Arthrose, Durchfall etc., aber auch bei erhöhten Bedarfen durch hohe Belastung.